# NU Водолея
NU Водолея (лат. NU Aquarii), HD 214378 — одиночная переменная звезда в созвездии Водолея на расстоянии приблизительно 1230 световых лет (около 377 парсеков) от Солнца. Видимая звёздная величина звезды — от +8,74m до +8,72m.

## Характеристики
NU Водолея — оранжевый гигант, пульсирующая медленная неправильная переменная звезда (LB:) спектрального класса K0III. Эффективная температура — около 4715 К.